# Mário de Andrade
Mário Raul de Morais Andrade (n. 9 octombrie 1893 - d. 25 februarie 1945) a fost un poet, romancier, muzicolog, istoric, critic de artă și fotograf brazilian. A scris una dintre primele și cele mai influente colecții de poezie braziliană modernă, Paulicéia Desvairada, publicate în 1922. A avut o influență considerabilă asupra literaturii braziliene moderne, iar ca cercetător și eseist - a fost un pionier al domeniului etnomuzicologiei - influența sa depășind cu mult Brazilia.
Andrade a fost o figură centrală în mișcarea avangardistă din São Paulo timp de douăzeci de ani.  Cu o formare muzicală și cunoscut mai ales ca poet și romancier, Andrade a fost implicat personal în aproape toate disciplinele legate de modernismul din São Paulo. Fotografiile și eseurile sale pe o mare varietate de subiecte, de la istorie la literatură și muzică, au fost publicate pe scară largă. A fost forța care a condus la existența festivalului Săptămâna artei moderne, evenimentul din 1922 care a remodelat atât literatura, cât și artele vizuale din Brazilia, acesta a fost de asemenea membru al avangardei „Grupului celor cinci”. Ideile din spatele Săptămânii au fost aprofundate în prefața colecției sale de poezii Pauliceia Desvairada și în poeme în sine.
După ce a lucrat ca profesor de muzică și editorialist de ziar, a publicat marele său roman, Macunaíma, în 1928. Lucrările privind muzica folclorică braziliană, poezia și altele au urmat fără regularitate, adesea întrerupte de relația schimbătoare a lui Andrade cu guvernul brazilian. La sfârșitul vieții, a devenit directorul fondator al Departamentului de Cultură din São Paulo, formalizând un rol pe care îl deținea de mult timp ca catalizator al intrării orașului - și a națiunii - în modernitatea artistică.

## Opera
- 1917: Există o picătură de sânge în fiecare poem ("Há uma Gota de Sangue em Cada Poema") - poezii;
- 1922: Antiimn către São Paulo ("Pauliceia Desvairada") - poezii;
- 1928: Macunaíma ("Macunaíma") - roman;
- 1943: O mișcare modernistă ("O Movimento Modernista") - eseu;
- 1943: Aspecte ale literaturii braziliene ("Aspectos da Literatura Brasileira") - critică literară;
- 1947: Noi povestiri ("Contos Novos") - povestiri.